# Zygophylax convallaria
Zygophylax convallaria är en nässeldjursart som först beskrevs av George James Allman 1877.  Zygophylax convallaria ingår i släktet Zygophylax och familjen Lafoeidae. Inga underarter finns listade i Catalogue of Life.